# Douglas County (Kansas)
Douglas County is een county in de Amerikaanse staat Kansas.
De county heeft een landoppervlakte van 1.183 km² en telt 99.962 inwoners (volkstelling 2000).

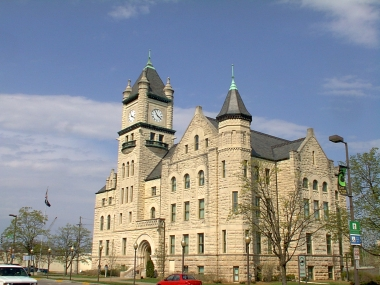
Douglas County Courthouse